# Landtagswahl in Liechtenstein 2013
- FL: 3
- VU: 8
- FBP: 10
- DU: 4

Die Landtagswahl in Liechtenstein 2013 fand am 3. Februar 2013 statt und war die reguläre Wahl der Legislative des Fürstentums Liechtenstein. Hierbei wurden alle 25 Abgeordneten des Landtags des Fürstentums Liechtenstein in den beiden Wahlkreisen Ober- und Unterland vom Landesvolk gewählt. Grund hierfür war das Auslaufen der vierjährigen Legislaturperiode des zuletzt 2009 gewählten Landtags.

## Ausgangslage
Bei der Landtagswahl 2009 erreichte die Vaterländische Union 47,6 %, die Fortschrittliche Bürgerpartei in Liechtenstein 43,5 % und die Freie Liste 8,9 % der abgegebenen Stimmen. Die neu gegründete Partei Die Unabhängigen (DU) trat 2013 erstmals an, womit zum zweiten Mal in der Geschichte Liechtensteins vier Parteien zur Wahl standen.
Bereits einige Zeit vor der Wahl hatten der bisherige Regierungschef Klaus Tschütscher (VU), sein Stellvertreter Martin Meyer (FBP) sowie die Regierungsräte Hugo Quaderer (VU) und Renate Müssner (VU) öffentlich erklärt, nach der Landtagswahl 2013 nicht mehr zu kandidieren. Damit verblieb aus der bisherigen Regierung als einzige Kandidatin Regierungsrätin Aurelia Frick (FBP).

## Wahlergebnis
| Partei          | Partei                              | Stimmen | Stimmen | Stimmen | Sitze  | Sitze |
| Partei          | Partei                              | Anzahl  | %       | +/−     | Anzahl | +/−   |
| --------------- | ----------------------------------- | ------- | ------- | ------- | ------ | ----- |
|                 | Fortschrittliche Bürgerpartei (FBP) | 77'653  | 40,0    | −3,5    | 10     | −1    |
|                 | Vaterländische Union (VU)           | 65'119  | 33,5    | −14,1   | 8      | −5    |
|                 | Die Unabhängigen (DU)               | 29'740  | 15,3    | +15,3   | 4      | +4    |
|                 | Freie Liste (FL)                    | 21'603  | 11,1    | +2,2    | 3      | +2    |
| Wähler          | Wähler                              | 15'363  | 100,0   |         | 25     |       |
| Wahlbeteiligung | Wahlbeteiligung                     | 15'363  | 79,8    |         |        |       |
| Wahlberechtigte | Wahlberechtigte                     | 19'251  | 100,0   |         |        |       |
| Quelle:         |                                     |         |         |         |        |       |